# Halina Czerny-Stefańska
Halina Czerny-Stefańska ([ˈxaˈlina t͡ʂɛrnɨ stɛˈfaj᷉ska] (Cracovia, 31 de diciembre de 1922 - Cracovia, 1 de julio de 2001) fue una pianista y pedagoga polaca.

## Formación musical
Nació en una familia de músicos. Su padre, Stanislaw Schwarzenger-Czerny, descendiente de Carl Czerny y discípulo de Jerzy Lalewicz y Egon Petri, fue pianista y pedagogo. Su madre, alumna también de Egon Petri, fue pianista. Empezó a tocar el piano con su padre a la edad de cinco años. Con diez, ganó el Premio de la Ciudad de Varsovia y en 1934 participó en la Competición para Jóvenes Talentos, en Varsovia, donde consiguió el Premio Alfred Cortot, consistente en una beca para viajar a París y estudiar con Alfred Cortot en la École Normale de Musique. Tras su regreso a Polonia, siguió sus estudios en el conservatorio de Cracovia con Josef Turczynski -discípulo de Paderewski- y, a partir de 1946, con Zbigniew Drzewiecki.

## Carrera como intérprete
A los siete años dio su primer concierto público en una retransmisión de Radio Polonia, en Cracovia y siguió interpretando regularmente para la radio hasta que la Segunda Guerra Mundial interrumpió su floreciente carrera. Durante la ocupación alemana de Polonia permaneció en Cracovia, donde tocaba en privado y daba conciertos secretos junto a su padre y su marido, el también pianista Ludwik Stefański (1917–1982). Tocó además como acompañante para clases infantiles de danza.
En 1949 saltó al estrellato al ganar el primer premio del Concurso Internacional de Piano Fryderyk Chopin en Varsovia, en 1949, ex-aequo con Bella Davidovich. Se le otorgó también el premio de la Radio Polaca a la mejor interpretación de marzurkas de Chopin. Tal y como se supo 50 años más tarde, la concesión del primer premio ex-aequo fue una decisión política que no reflejaba la valoración de su interpretación, ya que Halina Czerny-Stefańska obtuvo una puntuación más alta del jurado y debió haber sido proclamada ganadora en solitario. En cualquier caso, a partir de ahí su carrera despegó. Emprendió una gira por París, Viena, Bruselas, La Haya, Londres, Praga, Moscú, Budapest e incluso Estados Unidos, donde tocó en las mejores salas de conciertos y fue solista con prestigiosas orquestas y directores de orquesta como Jan Krenz, Stanisław Skrowaczewski, Henryk Czyż, Stanisław Wisłocki, Witold Rowicki, Vaclav Smetaček, Kirill Kondrashin, Adrian Boult, Georg Solti y Zubin Mehta. Fue solista con la Orquesta Filarmónica Nacional de Varsovia, la Orquesta Sinfónica de la Radio Nacional Polaca en Katowice, la Orquesta Filarmónica de Nueva York y el Mozarteum de Salzburgo, entre otras. En 1962 pasó varios meses de gira por China, Japón, Corea, Australia, Nueva Zelanda y Tasmania. Aparte de como solista, también formó parte de orquestas de cámara junto a chelistas -con quienes interpretó obras de Chopin-, en duetos de piano junto a su marido, Bella Davidovich o Rinko Kobayashi, así como con su hija, la clavecinista y profesora en la Academia de Música de Cracovia Elżbieta Stefańska-Łukowicz (n. 1943), con quienes tocó obras para clave y piano, para dos pianos o a cuatro manos.
Halina Czerny-Stefańska debe su extraordinaria consideración internacional no solo a su talento, sino también al duro trabajo diario. Tocar en público era su vida y se mantuvo sobre los escenarios en excelente forma hasta el final. Ella pensaba que uno no podía pasar la vida en constante búsqueda de la interpretación ideal. En su lugar, abogaba por desarrollar la propia técnica y pulir el repertorio personal día a día.

## Labor pedagógica
Czerny-Stefanska dedicó buena parte de su vida a la enseñanza, sobre todo en la Universidad de Cracovia. Comenzó su tarea pedagógica en los años 70 dando clases magistrales para pianistas en Weimar, Darmstadt, Hamburgo, Lugano y Tokio. Entre 1978 y 1981 fue profesora de piano en la Academia de Música Paderewski de Poznań. Como profesora visitante impartió clases en la Academia Nacional de Artes de Nagoya y en la Universidad de Artes Geidai de Tokio, donde le fue concedido un doctorado honoris causa. Entre 1993 y 2000 dio clases magistrales en Los Ángeles, Toronto, Basilea, París, Breslavia y Duszniki.
En numerosas ocasiones fue invitada a participar en jurados de concursos internacionales de piano como los de Varsovia (1960, 1980, 1985, 1990, 1995 y 2000), el Concurso Internacional de Piano de Leeds (1972), el Concurso Internacional Chaikovski y el Concurso Long-Thibaud-Crespin. Durante largos años fue miembro del jurado también del Concurso Internacional de Piano Fryderyk Chopin, así como de otros muchos en París, Bucarest, Zwickau, Bolzano, Atenas, Budapest, Colonia, Tokio, Tel Aviv, Bratislava y Helsinki, entre otros.

## El escándalo del concierto de Chopin
En 1966, EMI publicó lo que se creía que era una antigua grabación, hasta entonces inédita, del Concierto para piano n.º 1 en mi menor op. 11 de Chopin, interpretado por el legendario pianista rumano Dinu Lipatti. En los créditos no aparecían ni la orquesta ni el director. Como se pensaba que este era el único registro suyo de esta obra, el disco no tardó en convertirse en una referencia unánimemente aplaudida.
En la edición británica de dicha grabación lanzada al mercado en 1971, se mantuvo la falsa atribución de dicha grabación a Dinu Lipatti. La funda del disco declaraba que la grabación provenía de una cinta, adquirida por EMI, de un concierto celebrado en Suiza en mayo de 1948, cuyo solista fue Dinu Lipatti, aunque seguía sin saberse quiénes fueron el director y la orquesta, a pesar de las investigaciones que se llevaron a cabo.
En 1981 EMI reeditó la grabación del concierto y la BBC la emitió. Fue entonces cuando un avezado oyente se dirigió a la emisora para poner de manifiesto las similitudes entre esta grabación y otra de 1955, para el sello Supraphon, interpretada por Halina Czerny-Stefańska con la Orquesta Filarmónica Checa, bajo la dirección de Václav Smetáček. Las pruebas revelaron que ambas eran la misma por lo que, una vez descubierto el engaño, la hasta entonces conocida como grabación de Lipatti hubo de ser retirada por EMI. Las elogiosas críticas que durante años se le habían dedicado a Lipatti, recayeron a partir de ese momento sobre Czerny-Stefańska.
Poco tiempo después se descubrió una cinta con la auténtica interpretación en vivo de Lipatti, procedente de una emisión de radio de un concierto que tuvo lugar en Zúrich, el 7 de febrero de 1950, con la Orquesta de la Tonhalle de Zúrich, dirigida por Otto Ackermann. Dicha cinta fue editada en disco y de ahí en adelante la grabación de Czerny-Stefańska prácticamente cayó en el olvido, ya que tan solo se volvió a publicar en el sello estatal Polskie Nagrania. Solo en 2020, Profil la reeditó internacionalmente dentro de un álbum cuádruple que reúne todos los registros de Chopin llevados a cabo por Czerny-Stefańska entre 1949 y 1960.

## Grabaciones escogidas
La discografía de Halina Czerny-Stefańska incluye grabaciones para los sellos Deutsche Grammophon, Decca Records, Emi Classics, His Master's Voice, Polskie Nagrania "Muza", Supraphon, Selene, Pony Cayon, RCA Records, RCA-Japón y Telefunken.
Ha grabado composiciones, entre otros, de Mozart, Beethoven, Schumann, Paderewski, Grieg, Szymanowski, y Zarębski pero, sobre todo, una gran selección de obras de Chopin.
Destacan entre ellas:
- Frédéric Chopin: Concierto para piano en mi menor op. 11, Supraphon SUA 10130 (1955).
- Frédéric Chopin: 24 preludios op. 28, Ace of Diamonds SDD 2146 (Telefunken).
- Ludwig van Beethoven: Concierto para piano n.º 2 en Si bemol Mayor op. 19; Edvard Grieg: Concierto para piano en la menor  op. 16. Orquesta de Sinfónica Nacional de la Radio Polac; director: Jan Krenz. Musical Heritage Society (MHS 1101, sin fecha).
- Frédéric Chopin: Polonesas (integral), Polskie Nagrania.
- Frédéric Chopin: Nocturnes (integral), RCA-Japón (1985–87).
- Frédéric Chopin: Mazurkas (integral), Canyon Classics (1989–90).
- Wolfgang Amadeus Mozart: Concierto para piano n.º 23 en La Mayor, K. 488. Česká filharmonie (Orquesta Filarmónica Checa); director: Karel Ančerl. Supraphon (1952).

## Valoración de la crítica
Las interpretaciones de Czerny-Stefańska fueron controvertidas en su época porque se alejó del tono sentimental con el que se acostumbraba a abordar por entonces la obra de Chopin. Ella adoptó una aproximación más austera, más cercana a las intenciones innovadoras y revolucionarias del compositor. En su última época, Halina Czerny regresó a un estilo más romántico y sosegado.
Durante más de medio siglo, su talento fue admirado en los círculos musicales. Prueba de ese deslumbramiento son las críticas de sus conciertos publicadas en decenas de medios y lenguas, en los que se destaca su sensibilidad musical, así como el brillo y la elegancia con que abordó la interpretación, sobre todo, de la obra de Chopin, de la que estaba considerada una gran especialista.
En su obituario, el Daily Telegraph reseñó la sintonía de Czerny-Stefańska con el gobierno comunista del general Jaruzelski, bajo cuyos auspicios ofreció numerosos conciertos. Ella misma describió los años posteriores a la Segunda Guerra Mundial en su país como la época más esplendorosa y brillante de la cultura polaca.

## Distinciones
Aparte de los numerosos premios y reconocimientos directamente derivados de su actividad musical, fue condecorada con la Orden Polonia Restituta y la Orden de la Amistad de los Pueblos, entre otras distinciones. A su muerte fue enterrada en el cementerio Racowicki de Cracovia.